# Irina Chabarova
Irina Sergejevna (Irina) Chabarova (Russisch: Ирина Сергеевна Хабарова) (Sverdlovsk, 18 maart 1966) is een Russische sprintster, die gespecialiseerd is in de 100 en 200 m. Ze kreeg internationale bekendheid door het winnen van een aantal estafette-medailles op grote wedstrijden. Ze verbeterde op 29 januari 2005 in Glasgow met haar teamgenotes Jekaterina Kondratjeva, Joelia Petsjonkina en Joelia Goesjtsjina het wereldindoorrecord op de 4 x 200 m estafette tot 1.32,41 s.

## Loopbaan
De meest aansprekende prestatie van Charabova is het winnen van een zilveren medaille op de 4 x 100 m estafette tijdens de Olympische Spelen van Athene in 2004 met haar teamgenotes Olga Fjodorova, Joelia Tabakova en Larisa Kroeglova. Het viertal eindigde hiermee achter het Jamaicaanse team (goud) en voor het Franse team (brons). Vier jaar eerder deed Irina Chabarova ook mee aan de Olympische Spelen van Sydney, maar werd toen op hetzelfde onderdeel met haar teamgenotes Natalia Ignatova, Marina Trandenkova en Natalya Pomoshchnikova-Voronova slechts vijfde. Op de 200 m sneuvelde ze daar in de kwalificatieronde met 23,21.
Op de Europese kampioenschappen van 2006 in Göteborg won Chabarova een bronzen medaille in 11,22 s achter de Belgische Kim Gevaert (goud) en haar landgenote Jekaterina Grigorjeva (zilver). Op de 4 x 100 m estafette veroverde ze met haar teamgenotes Joelia Goesjtsjina, Natalia Rusakova en Jekaterina Grigorjeva in 42,71 de Europese titel. Op de wedstrijd om de wereldbeker dat jaar liep ze met haar teamgenotes Joelia Goesjtsjina, Natalia Rusakova, Jekaterina Grigorjeva naar een tweede plaats.

## Titels
- Europees indoorkampioene 4 x 200 m - 2006
- Russisch kampioene 200 m - 2002, 2004
- Russisch indoorkampioene 200 m - 2004

## Persoonlijke records
Outdoor
| Onderdeel | Prestatie | Datum        | Plaats |
| --------- | --------- | ------------ | ------ |
| 100 m     | 11,18 s   | 15 juli 2006 | Toela  |
| 200 m     | 22,34 s   | 31 juli 2004 | Toela  |

Indoor
| Onderdeel | Prestatie | Datum            | Plaats          |
| --------- | --------- | ---------------- | --------------- |
| 60 m      | 7,17 s    | 24 december 2005 | Omsk            |
| 200 m     | 23,23 s   | 19 februari 1999 | Moskou          |
| 300 m     | 38,22 s   | 7 januari 2002   | Jekaterinenburg |

## Palmares

### 100 m
- 2006:  EK - 11,22 s

### 4 x 100 m
- 2000: 5e OS - 43,02 s
- 2001: 7e WK - 43,58 s
- 2002:  EK - 43,11 s
- 2004:  OS - 42,27 s
- 2006:  EK - 42,71 s
- 2006:  Wereldbeker - 42,36 s